# Křelovice (Plzeň)
Křelovice è un comune della Repubblica Ceca facente parte del distretto di Plzeň-sever, nella regione di Plzeň.